# Motor. Monatsschrift für Kraftverkehrs-Wirtschaft und -Technik

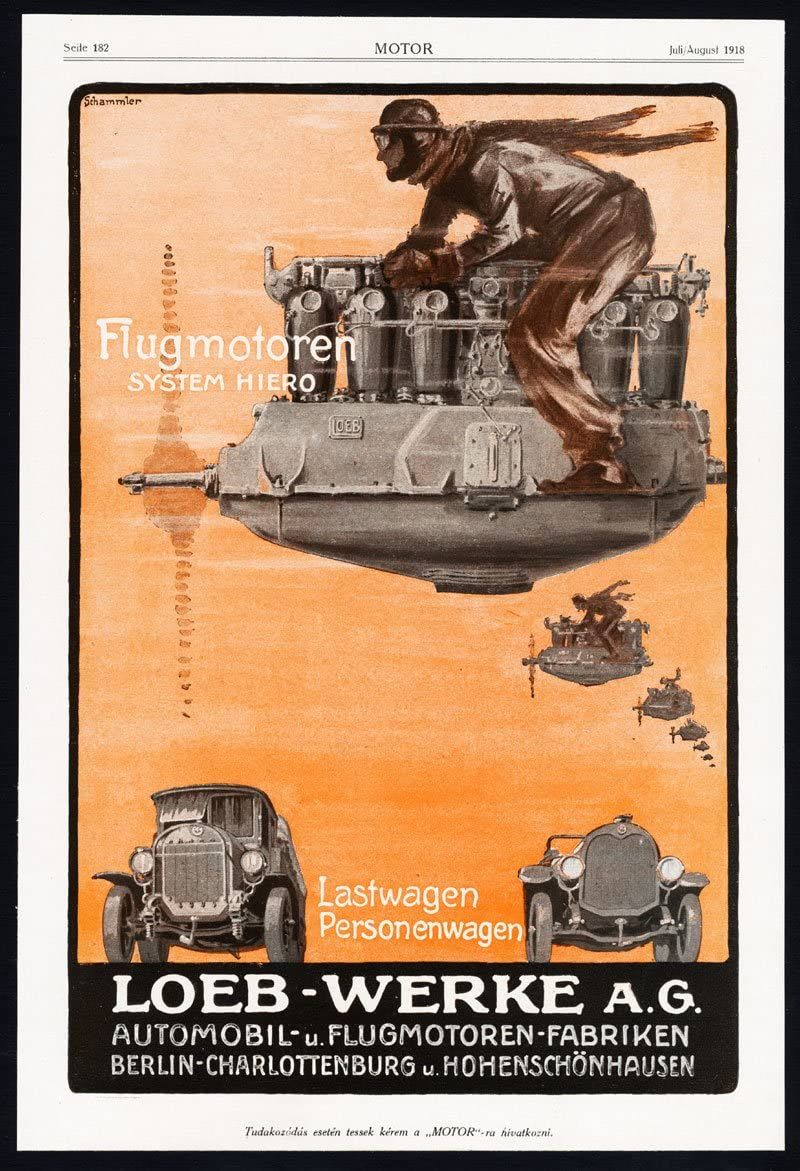
Automobil- und Flugmotoren-Fabriken der Loeb-Werke;
Werbe-Illustration von Max Schammler, Jahrgang 1918, Seite 182

Motor war in der ersten Hälfte des 20. Jahrhunderts laut ihrem Untertitel die „Monatsschrift für Kraftverkehrs-Wirtschaft und -Technik“ und die „alleinige amtliche Zeitschrift des RKI“ (Reichsverband der Kraftfahrzeugteile-Industrie). Die Zeitschrift wurde ab 1913 in Berlin anfangs durch Gustav Braunbeck herausgegeben; im selben Jahr gab es eine Heftausgabe für Braunbeck's Sport-Lexikon. Anschließend erschien das Blatt bei Roth und bei der Union Deutsche Verlagsgesellschaft.
Das Periodikum, zeitweilig mit dem Zusatz „illustrierte Zeitschrift für Automobilisierung“ versehen, erhielt nach der Machtergreifung durch die Nationalsozialisten ab dem 22. Jahrgang 1934 den erweiterten Untertitel „mit Automobil-Rundschau, Automobilwelt, Flugwelt. Offizielles Organ und Zeitschrift des Reichsverbandes der Kraftfahrzeug-Teile-Industrie, RKI, EV.“ Mit dem 29. Jahrgang wurde die Monatsschrift während des Zweiten Weltkrieges 1941 eingestellt.
Die Zeitschriftendatenbank erschloss die Publikation unter den Sachgruppen Handel, Kommunikation und Verkehr.